# اللقيسة (ردمان)

تعديل مصدري - تعديل

اللقيسة هي إحدى قرى عزلة المريه بني مر بمديرية ردمان التابعة لمحافظة البيضاء، بلغ تعداد سكانها 57 نسمة حسب تعداد اليمن لعام 2004.